# Lina Medina
Lina Vanessa Medina, Perujka, * 27. september 1933, Paurange, Peru.
Medina je postala znana, ko je pri starosti 5 let, 7 mesecev in 21 dni rodila dečka (2,7 kg) in tako postala najmlajša potrjena mati v zgodovini človeštva.